# Linda Voortman
Linda Voortman, née le 27 juin 1979 à Enschede, est une femme politique néerlandaise. Membre de la Gauche verte (GL), elle est échevin d'Utrecht depuis 2018.

## Biographie
Linda Voortman étudie l'anglistique et les études littéraires à l'université de Groningue. Elle est membre du conseil municipal de la commune de Groningue de 2002 à 2008.
De 2008 à 2010, Voortman est syndalicaste de la Confédération syndicale des Pays-Bas (FNV). Elle est élue représentante à la Seconde Chambre des États généraux à l'occasion des élections législatives de 2010. Elle est parlementaire jusqu'en 2018, avec deux brèves interruptions.
Depuis le 7 juin 2018, Voortman est échevin de la commune d'Utrecht, chargée de l'emploi et du revenu, de la diversité, des services publics et de l'organisation et du personnel.